# Liste von Marathonläufen 2009
Diese Liste umfasst bekannte Marathonveranstaltungen im Kalenderjahr 2009. Aufgenommen wurden Marathons mit der klassischen Länge von 42,195 km und Läufe, die länger als 42 km, aber kürzer als 50 km sind. Zu Läufen mit Streckenlängen über der klassischen Marathonsdistanz (42,195 km) sowie Stundenläufen ab 6 Stunden, siehe Ultramarathon.

## Deutschland

### Veranstaltungen mit mehr als 500 Marathonläufern im Ziel
Bei folgenden Marathon-Veranstaltungen in Deutschland erreichten 2009 jeweils mehr als 500 Teilnehmer das Ziel.
(Geordnet nach Marathonteilnehmerzahl 2009.)
| Veranstaltung                     | Ort                  | Datum              | Marathonteilnehmer 2009 (Vorjahr) | Siegerzeit 2009 | Siegerzeit 2009 |
| --------------------------------- | -------------------- | ------------------ | --------------------------------- | --------------- | --------------- |
| Veranstaltung                     | Ort                  | Datum              | Marathonteilnehmer 2009 (Vorjahr) | Männer          | Frauen          |
| Berlin-Marathon                   | Berlin               | 20. September 2009 | 34.994 (35.744)                   | 2:06:08         | 2:24:47         |
| Hamburg-Marathon                  | Hamburg              | 26. April 2009     | 13.939 (15.770)                   | 2:11:47         | 2:29:01         |
| Frankfurt-Marathon                | Frankfurt            | 25. Oktober 2009   | 9.495 (9.469)                     | 2:06:14         | 2:26:57         |
| Köln-Marathon                     | Köln                 | 4. Oktober 2009    | 7.874 (7.553)                     | 2:08:36         | 2:30:12         |
| München-Marathon                  | München              | 11. Oktober 2009   | 5.397 (5.731)                     | 2:28:11         | 2:53:07         |
| Rennsteiglauf                     | Schmiedefeld         | 16. Mai 2009       | 3.127 1 (3.010)                   | 2:42:33         | 3:25:18         |
| Düsseldorf-Marathon               | Düsseldorf           | 3. Mai 2009        | 2.871 (2.759)                     | 2:10:46         | 2:29:26         |
| Münster-Marathon                  | Münster              | 13. September 2009 | 2.733 (2.906)                     | 2:12:08         | 2:37:06         |
| Karstadt-Marathon                 | Essen                | 17. Mai 2009       | 2.438 2 (3.048)                   | 2:09:21         | 2:36:50         |
| Gutenberg-Marathon                | Mainz                | 10. Mai 2009       | 1.706 (1.946)                     | 2:13:56         | 2:38:44         |
| Freiburg-Marathon                 | Freiburg im Breisgau | 29. März 2009      | 1.575 (1.659)                     | 2:31:23         | 3:00:15         |
| Baden-Marathon                    | Karlsruhe            | 20. September 2009 | 1.510 (1.534)                     | 2:09:07         | 2:43:09         |
| Hannover-Marathon                 | Hannover             | 3. Mai 2009        | 1.428 (1.299)                     | 2:10:47         | 2:35:47         |
| Essen-Marathon                    | Essen                | 11. Oktober 2009   | 1.408 (1.541)                     | 2:20:53         | 2:40:40         |
| RheinEnergie-Marathon             | Bonn                 | 26. April 2009     | 1.361 (1.768)                     | 2:15:18         | 2:42:24         |
| Oberelbe-Marathon                 | Dresden              | 26. April 2009     | 1.332 (1.114)                     | 2:29:50         | 2:50:42         |
| Mannheim-Marathon                 | Mannheim             | 9. Mai 2009        | 1.204 (1.584)                     | 2:30:30         | 3:00:58         |
| Dresden-Marathon                  | Dresden              | 18. Oktober 2009   | 1.177 (1.197)                     | 2:32:43         | 2:52:41         |
| Bremen-Marathon                   | Bremen               | 4. Oktober 2009    | 1.022 (973)                       | 2:38:11         | 2:59:26         |
| Rhein-Ruhr-Marathon               | Duisburg             | 7. Juni 2009       | 951 (1.288)                       | 2:32:16         | 2:56:53         |
| Würzburg-Marathon                 | Würzburg             | 24. Mai 2009       | 902 (1.160)                       | 2:24:14         | 2:54:42         |
| Regensburg-Marathon               | Regensburg           | 24. Mai 2009       | 902 (845)                         | 2:17:30         | 2:47:40         |
| Einstein-Marathon                 | Ulm                  | 20. September 2009 | 894 (957)                         | 2:36:29         | 3:01:13         |
| Monschau-Marathon                 | Monschau             | 9. August 2009     | 757 (789)                         | 2:38:22         | 3:22:23         |
| Weittalweg-Marathon               | Neu-Anspach          | 19. April 2009     | 735 (679)                         | 2:39:46         | 3:03:01         |
| Königsschlösser Romantik Marathon | Füssen               | 26. Juli 2009      | 658 (749)                         | 2:24:31         | 2:53:40         |
| Mittelrhein-Marathon              | Koblenz              | 6. Juni 2009       | 651 (701)                         | 2:32:13         | 3:15:11         |
| Leipzig-Marathon                  | Leipzig              | 19. April 2009     | 643 (615)                         | 2:31:14         | 3:01:50         |
| Trollinger-Marathon               | Heilbronn            | 17. Mai 2009       | 641 (620)                         | 2:33:08         | 3:13:23         |
| Metropolmarathon                  | Fürth                | 28. Juni 2009      | 638 (860)                         | 2:36:05         | 3:19:00         |
| Bienwald-Marathon                 | Kandel               | 8. März 2009       | 623 (683)                         | 2:35:48         | 3:04:05         |
| Kassel-Marathon                   | Kassel               | 10. Mai 2009       | 571 (738)                         | 2:13:10         | 2:37:35         |
| Steinfurt-Marathon                | Steinfurt            | 21. März 2009      | 526 (582)                         | 2:37:13         | 3:05:21         |
| Schwarzwald-Marathon              | Bräunlingen          | 11. Oktober 2009   | 555 (551)                         | 2:37:33         | 3:16:38         |
| Advent-Waldmarathon               | Arolsen              | 28. November 2009  | 516 (507)                         | 2:44:50         | 3:21:03         |
| Magdeburg-Marathon                | Magdeburg            | 18. Oktober 2009   | 509 (573)                         | 2:32:47         | 3:20:59         |

| Freiburg-Marathon |

| Hamburg-Marathon |

| Bonn-Marathon |

| Oberelbe-Marathon |

| Hannover-Marathon |

| Düsseldorf-Marathon |

| Mannheim-Marathon |

| Mainz-Marathon |

| Rennsteiglauf |

| Ruhrmarathon |

| Berlin-Marathon |

| Baden-Marathon |

| Münster-Marathon |

| Köln-Marathon |

| München-Marathon |

| Essen |

| Frankfurt-Marathon |

| Dresden-Marathon |

| Bremen-Marathon |

| Freiburg-Marathon |

| Hamburg-Marathon |

| Bonn-Marathon |

| Oberelbe-Marathon |

| Hannover-Marathon |

| Düsseldorf-Marathon |

| Mannheim-Marathon |

| Mainz-Marathon |

| Rennsteiglauf |

| Ruhrmarathon |

| Berlin-Marathon |

| Baden-Marathon |

| Münster-Marathon |

| Köln-Marathon |

| München-Marathon |

| Essen |

| Frankfurt-Marathon |

| Dresden-Marathon |

| Bremen-Marathon |

| Monschau-Marathon |

| Rhein-Ruhr-Marathon |

| Würzburg-Marathon |

| Regensburg-Marathon |

| Weittalweg-Marathon |

| Mittelrhein-Marathon |

| Leipzig-Marathon |

| Heilbronn-Marathon |

| Fürth-Marathon |

| Bienwald-Marathon |

| Kassel-Marathon |

| Steinfurt-Marathon |

| Schwarzwald-Marathon |

| Einstein-Marathon |

| Magdeburg-Marathon |

| Advent-Waldmarathon |

| Monschau-Marathon |

| Rhein-Ruhr-Marathon |

| Würzburg-Marathon |

| Regensburg-Marathon |

| Weittalweg-Marathon |

| Mittelrhein-Marathon |

| Leipzig-Marathon |

| Heilbronn-Marathon |

| Fürth-Marathon |

| Bienwald-Marathon |

| Kassel-Marathon |

| Steinfurt-Marathon |

| Schwarzwald-Marathon |

| Einstein-Marathon |

| Magdeburg-Marathon |

| Advent-Waldmarathon |

### Veranstaltungen mit Wettkampfcharakter
(regional sortiert)

#### Baden-Württemberg
- Freiburg-Marathon, Freiburg, Termin 2009: 29. März
- Bad Waldseer Lauffieber, Bad Waldsee, Termin 2009:
- Mannheim-Marathon, Mannheim, Termin 2009: 9. Mai
- Trollinger-Marathon, Heilbronn, Termin 2009: 17. Mai
- Limes-Marathon, Welzheim, Termin 2009: 17. Mai
- Donautal-Marathon, Hausen im Tal – Tuttlingen, Termin 2009: 14. Juni
- Hornisgrinde-Marathon, Bühlertal, Termin 2009: 19. Juli
- Hohenlohe-Marathon, Niedernhall, Termin 2009: 13. September
- Bodensee-Marathon, Kressbronn am Bodensee, Termin 2010: 18. September
- Baden-Marathon, Karlsruhe, Termin 2009: 20. September
- Einstein-Marathon, Ulm, Termin 2009: 20. September
- Schwarzwald-Marathon, Bräunlingen, Termin 2009: 11. Oktober
- Bottwartal-Marathon, Großbottwar, Termin 2009:

#### Bayern
- Coburger Wintermarathon, Coburg, Termin 2009: 11. Januar (Gruppenlauf ohne Wettkampfcharakter)
- Thermen-Marathon, Bad Füssing, Termin 2009: 8. Februar
- Obermain-Marathon, Bad Staffelstein, Termin 2009: 19. April
- Dreiburgenland-Marathon, Thurmansbang, Termin 2009: 25. April
- Würzburg-Marathon, Würzburg, Termin 2009: 24. Mai
- Illermarathon, Immenstadt, Termin 2009: 7. Juni
- Metropol-Marathon, Fürth, Termin 2009: 28. Juni
- Fichtelgebirgsmarathon, Wunsiedel, Termin 2009: 11. Juli
- Allgäu-Panorama-Marathon, Sonthofen, Termin 2009: 23. August
- Freundschaftsmarathon, Amberg – Weiden, Termin 2009: 20. September (findet alle zwei Jahre statt)

#### Berlin
- Berliner Team-Marathon (Läufer starten in 3er-Teams), Termin 2009: 17. Januar
- Berlin-Marathon, Termin 2009: 20. September

#### Hamburg
- Teichwiesen-Marathon, Marathon-Dauerserie

#### Niedersachsen
- Lilienthal-Marathon, Lilienthal, Marathon-Dauerserie
- Küstenmarathon, Otterndorf, Termin 2009: 13. September

#### Rheinland-Pfalz
- Bienwald-Marathon, Kandel, Termin: 2. Wochenende im März
- Staffelmarathon Waldbreitbach, Waldbreitbach, Termin 2009: 3. Oktober

#### Sachsen
- Drei-Talsperren-Marathon, Eibenstock, Termin 2009: 19. September

#### Sachsen-Anhalt
- Magdeburg-Marathon, Magdeburg, Termin 2009: 18. Oktober

#### Thüringen
- Rennsteiglauf, Neuhaus – Schmiedefeld (Marathon, 43,1 km), Eisenach – Schmiedefeld (Supermarathon, 72,7 km), Termin 2009: 16. Mai
- 3. Merkerser Kristallmarathon im Erlebnisbergwerk Merkers 22. Februar 2009 Untertagemarathon

## Österreich

### Veranstaltungen mit mehr als 500 Marathonläufern im Ziel
Bei folgenden Marathon-Veranstaltungen in Österreich erreichten 2009 jeweils mehr als 500 Teilnehmer das Ziel.
(Geordnet nach Marathonteilnehmerzahl 2009. Stand 4. Oktober 2009)
| Veranstaltung             | Ort      | Datum      | Marathonfinisher 2009 (Vorjahr) | Siegerzeit 2009 | Siegerzeit 2009 |
| ------------------------- | -------- | ---------- | ------------------------------- | --------------- | --------------- |
| Veranstaltung             | Ort      | Datum      | Marathonfinisher 2009 (Vorjahr) | Männer          | Frauen          |
| Vienna City Marathon      | Wien     | 19.04.2009 | 5021 (6.251)                    | 2:08:21         | 2:30:43         |
| Linz-Marathon             | Linz     | 17.05.2009 | 1003 (1.011)                    | 2:11:22         | 2:37:26         |
| Marathon im Dreiländereck | Bregenz  | 04.10.2009 | 948 (907)                       | 2:15:59         | 2:37:59         |
| Graz-Marathon             | Graz     | 11.10.2009 | 850 (964)                       | 2:13:27         | 2:33:04         |
| Salzburg-Marathon         | Salzburg | 03.05.2009 | 596 (405)                       | 2:23:32         | 2:49:20         |
| Wachau-Marathon           | Wachau   | 20.09.2009 | 553 (481)                       | 2:44:16         | 2:59:34         |

| Vienna City Marathon |

| Salzburg-Marathon |

| Linz-Marathon |

| Marathon im Dreiländereck |

| Graz-Marathon |

| Wachau-Marathon |

| Vienna City Marathon |

| Salzburg-Marathon |

| Linz-Marathon |

| Marathon im Dreiländereck |

| Graz-Marathon |

| Wachau-Marathon |

## Weitere europäische Länder

### Belgien
- Brüssel-Marathon, Brüssel, Termin 2009: 4. Oktober

### Dänemark
- Kopenhagen-Marathon, Kopenhagen, Termin 2009: 24. Mai
- North Sea Beach Marathon, zwischen Hvide Sande und Vejers Strand (Westjütland), Termin 2009: 28. Juni
- H. C. Andersen Marathon, Odense, Termin 2009: 20. September

### Frankreich
- Paris-Marathon, Paris, Termin 2009: 5. April
- Médoc-Marathon, Pauillac, Termin 2009: 12. September
- Reims-Marathon, Reims, Termin 2009: 18. Oktober
- La-Rochelle-Marathon, Termin 2009: 29. November

### Finnland
- Helsinki-Marathon, Helsinki, Termin 2009: 15. August

### Griechenland
- Athen-Marathon, von Marathon nach Athen, Termin 2009: 8. November

### Irland
- Dublin-Marathon, Dublin, Termin 2009: 26. Oktober

### Italien
- Rom-Marathon, Rom, Termin 2009: 22. März
- Treviso-Marathon, Vittorio Veneto–Treviso, Termin 2009: 29. März
- Turin-Marathon, Turin, Termin 2009: 19. April
- Maratona di Sant’Antonio, Vedelago–Padua, Termin 2009: 26. April
- Südtirol-Marathon, Neumarkt, Termin 2009: 4. Oktober
- Maratona d’Italia, Maranello–Carpi, Termin 2009: 11. Oktober
- Venedig-Marathon, Stra–Venedig, Termin 2009: 25. Oktober
- Mailand-Marathon, Mailand, Termin 2009: 22. November
- Florenz-Marathon, Florenz, Termin 2009: 29. November

### Luxemburg
- Europe-Marathon, Luxemburg, Termin 2009: 23. Mai
- Echternach-Marathon, Echternach, Termin 2009: 18. Oktober

### Monaco
- Monaco-Marathon, Monaco, Termin 2009: 22. März

### Niederlande
- Midwinter-Marathon, Apeldoorn, Termin 2009: 1. Februar
- Rotterdam-Marathon, Rotterdam, Termin 2009: 5. April
- Enschede-Marathon, Enschede, Termin 2009: 26. April
- Eindhoven-Marathon, Eindhoven, Termin 2009: 11. Oktober
- Amsterdam-Marathon, Amsterdam, Termin 2009: 18. Oktober

### Norwegen
- Spitzbergen-Marathon (nördlichster Marathon Europas), Longyearbyen (Spitzbergen), Termin 2009: 6. Juni
- Oslo-Marathon, Oslo, Termin 2009: 27. September

### Polen
- Warschau-Marathon, Warschau, Termin 2009: 27. September[2]

### Schweden
- Stockholm-Marathon, Stockholm, Termin 2009: 30. Mai

### Slowakei
- Friedensmarathon (seit 1924, damit ältester regelmäßig durchgeführter Marathon Europas), Košice, Termin 2009: 4. Oktober

### Slowenien
- Ljubljana-Marathon, Ljubljana, Termin 2009: 25. Oktober

### Spanien
- Mallorca-Marathon, Palma de Mallorca, Termin 2009: 18. Oktober
- San-Sebastián-Marathon, Donostia-San Sebastián, Termin 2009: 29. November

### Tschechien
- Prag-Marathon, Prag, Termin 2009: 10. Mai

### Türkei
- Antalya-Marathon, Antalya, Termin 2009: 8. März
- Istanbul-Marathon, Istanbul, Termin 2009: 18. Oktober

### Ungarn
- Budapest-Marathon, Budapest, Termin 2009: 4. Oktober

### Vereinigtes Königreich
- London-Marathon, London, Termin 2009: 26. April
- Edinburgh-Marathon, Edinburgh, Termin 2009: 31. Mai

## Außereuropäische Länder

### China
- Xiamen-Marathon, Xiamen, Termin 2009: 3. Januar
- Peking-Marathon, Peking, Termin 2009: 18. Oktober

### Indien
- Mumbai-Marathon, Mumbai, Termin 2009: 18. Januar

### Japan
- Osaka Women’s Marathon (Eliterennen der Frauen), Osaka, Termin 2009: 25. Januar
- Beppu-Ōita-Marathon (Eliterennen der Männer), Beppu/Ōita, Termin 2009: 1. Februar
- Biwa-See-Marathon (Eliterennen der Männer), Ōtsu, Termin 2009: 1. März
- Nagoya-Marathon (Eliterennen der Frauen), Nagoya, Termin 2009: 8. März
- Tokio-Marathon, Tokio, Termin 2009: 22. März
- Nagano-Marathon, Nagano, Termin 2009: 19. April
- Hokkaidō-Marathon, Sapporo, Termin 2009: 30. August
- Fukuoka-Marathon (Eliterennen der Männer), Fukuoka, Termin 2009: 6. Dezember

### Kanada
- Vancouver-Marathon, Vancouver, Termin 2009: 3. Mai
- Ottawa-Marathon, Ottawa, Termin 2009: 24. Mai
- Toronto Waterfront Marathon, Toronto, Termin 2009: 27. September

### Nordkorea
- Pjöngjang-Marathon, Pjöngjang, Termin 2009: 12. April

### Singapur
- Singapur-Marathon, Singapur, Termin 2009: 6. Dezember

### Südafrika
- siehe Ultramarathon

### Südkorea
- Seoul International Marathon, Seoul, Termin 2009: 15. März
- JoongAng Seoul Marathon, Seoul, Termin 2009: 1. November

### Vereinigte Arabische Emirate
- Dubai-Marathon, Dubai, Termin 2009: 16. Januar

### Vereinigte Staaten
- New-York-City-Marathon, New York City (New York), Termin 2009: 1. November
- Honolulu-Marathon, Honolulu (Hawaii), Termin 2009: 13. Dezember

## Die schnellsten Marathonläufe 2009

### Männer
Alle Läufe mit Siegerzeiten bis 2:12:00 h
| Platz | Marathon                        | Land | Sieger                          | Zeit (h) | Leistungs- dichte (Läufer bis 2:18 h) | Datum         |
| ----- | ------------------------------- | ---- | ------------------------------- | -------- | ------------------------------------- | ------------- |
| 01.   | Rotterdam-Marathon              | NED  | Duncan Kibet Kirong (KEN)       | 2:04:27  | 13                                    | 5. April      |
| 02.   | London-Marathon                 | GBR  | Samuel Kamau Wanjiru (KEN)      | 2:05:10  | 15                                    | 26. April     |
| 03.   | Fukuoka-Marathon                | JPN  | Tsegay Kebede (ETH)             | 2:05:18  | 13                                    | 6. Dezember   |
| 04.   | Dubai-Marathon                  | VAE  | Haile Gebrselassie (ETH)        | 2:05:29  | 13                                    | 16. Januar    |
| 05.   | Chicago-Marathon                | USA  | Samuel Kamau Wanjiru -2-        | 2:05:41  | 14                                    | 11. Oktober   |
| 06.   | Paris-Marathon                  | FRA  | Vincent Kipruto (KEN)           | 2:05:47  | 25                                    | 5. April      |
| 07.   | Berlin-Marathon                 | GER  | Haile Gebrselassie -2-          | 2:06:08  | 16                                    | 20. September |
| 08.   | Frankfurt-Marathon              | GER  | Gilbert Kipruto Kirwa (KEN)     | 2:06:14  | 23                                    | 25. Oktober   |
| 09.   | Amsterdam-Marathon              | NED  | Gilbert Yegon (KEN)             | 2:06:18  | 18                                    | 18. Oktober   |
| 10.   | Leichtathletik-WM in Berlin     | GER  | Abel Kirui (KEN)                | 2:06:54  | 33                                    | 22. August    |
| 11.   | Eindhoven-Marathon              | NED  | Geoffrey Kiprono Mutai (KEN)    | 2:07:01  | 20                                    | 11. Oktober   |
| 12.   | Rom-Marathon                    | ITA  | Benjamin Kolum Kiptoo (KEN)     | 2:07:17  | 18                                    | 22. März      |
| 13.   | Prag-Marathon                   | CZE  | Patrick Mutuku Ivuti (KEN)      | 2:07:48  | 12                                    | 10. Mai       |
| 14.   | Houston-Marathon                | USA  | Deriba Merga (ETH)              | 2:07:52  | 05                                    | 18. Januar    |
| 15.   | Seoul International Marathon    | KOR  | Moses Kimeli Arusei (KEN)       | 2:07:54  | 17                                    | 15. März      |
| 16.   | Tiberias-Marathon               | ISR  | Jackson Kipkoech Kotut (KEN)    | 2:08:07  | 14                                    | 8. Januar     |
| 17.   | Venedig-Marathon                | ITA  | John Kipkorir Komen (KEN)       | 2:08:13  | 07                                    | 25. Oktober   |
| 18.   | Peking-Marathon                 | CHN  | Samuel Muturi Mugo (KEN)        | 2:08:20  | 25                                    | 18. Oktober   |
| 19.   | Vienna City Marathon            | AUT  | Gilbert Kipruto Kirwa -2-       | 2:08:21  | 14                                    | 19. April     |
| 20.   | Los-Angeles-Marathon            | USA  | Wesley Korir (KEN)              | 2:08:24  | 08                                    | 25. Mai       |
| 21.   | Daegu-Marathon                  | KOR  | Ji Young-jun (KOR)              | 2:08:30  | 14                                    | 12. April     |
| 22.   | Toronto Waterfront Marathon     | CAN  | Kenneth Mburu Mungara (KEN)     | 2:08:32  | 09                                    | 27. September |
| 23.   | Köln-Marathon                   | GER  | Evans Kipkosgei Ruto (KEN)      | 2:08:36  | 12                                    | 4. Oktober    |
| 24.   | Boston-Marathon                 | USA  | Deriba Merga -2-                | 2:08:42  | 15                                    | 20. April     |
| 25.   | Xiamen-Marathon                 | CHN  | Samuel Muturi Mugo -2-          | 2:08:51  | 12                                    | 3. Januar     |
| 26.   | Gyeongju International Marathon | KOR  | Yemane Tsegay (ETH)             | 2:08:52  | 07                                    | 18. Oktober   |
| 27.   | JoongAng Seoul Marathon         | KOR  | Francis Kibiwott Larabal (KEN)  | 2:09:00  | 10                                    | 1. November   |
| 28.   | Enschede-Marathon               | NED  | Jacob Kiplagat Yator (KEN)      | 2:09:02  | 07                                    | 26. April     |
| 29.   | Turin-Marathon                  | ITA  | Benson Kipchumba Barus (KEN)    | 2:09:07  | 06                                    | 19. April     |
| 30.   | Baden-Marathon                  | GER  | Joel Kiptoo (KEN)               | 2:09:08  | 08                                    | 20. September |
| 31.   | Dublin-Marathon                 | IRL  | Feyisa Lilesa (ETH)             | 2:09:12  | 11                                    | 26. Oktober   |
| 32.   | New-York-City-Marathon          | USA  | Meb Keflezighi (USA)            | 2:09:15  | 17                                    | 1. November   |
| 33.   | Ruhrmarathon                    | GER  | Samson Kiptoo Bungei (KEN)      | 2:09:23  | 10                                    | 17. Mai       |
| 34.   | Reims-Marathon                  | FRA  | Hailu Dogaga (ETH)              | 2:09:34  | 09                                    | 18. Oktober   |
| 35.   | Utrecht-Marathon                | NED  | William Kwambai Kipchumba (KEN) | 2:09:41  | 08                                    | 13. April     |
| 36.   | Maratona di Sant’Antonio        | ITA  | Ben Chebet Kipruto (KEN)        | 2:09:42  | 06                                    | 26. April     |
| 37.   | Chuncheon-Marathon              | KOR  | Mulugeta Wami (ETH)             | 2:09:50  | 10                                    | 25. Oktober   |
| 38.   | Zürich-Marathon                 | SUI  | Tadesse Abraham (ERI)           | 2:10:09  | 13                                    | 26. April     |
| 39.   | Shanghai-Marathon               | CHN  | Gashaw Asfaw (ETH)              | 2:10:10  | 05                                    | 29. November  |
| 40.   | Ljubljana-Marathon              | SLO  | William Biama (KEN)             | 2:10:12  | 09                                    | 25. Oktober   |
| 40.   | Nairobi-Marathon                | KEN  | Moses Kipkosgei Kigen (KEN)     | 2:10:12  | 30                                    | 25. Oktober   |
| 42.   | Beppu-Ōita-Marathon             | JPN  | Adil Annani (MAR)               | 2:10:15  | 17                                    | 1. Februar    |
| 43.   | Marathon des Alpes-Maritimes    | FRA  | Hussein Adilo (ETH)             | 2:10:17  | 10                                    | 8. November   |
| 44.   | Biwa-See-Marathon               | JPN  | Paul Tergat (KEN)               | 2:10:22  | 12                                    | 1. März       |
| 45.   | Brescia-Marathon                | ITA  | James Cheboi (KEN)              | 2:10:23  | 04                                    | 15. März      |
| 46.   | Tokio-Marathon                  | JPN  | Salim Kipsang (KEN)             | 2:10:27  | 18                                    | 22. März      |
| 47.   | La-Rochelle-Marathon            | FRA  | Oleksandr Sitkowskyj (UKR)      | 2:10:27  | 05                                    | 29. November  |
| 48.   | Marrakesch-Marathon             | MAR  | David Ruto (KEN)                | 2:10:31  | 07                                    | 25. Januar    |
| 48.   | Sevilla-Marathon                | ESP  | Hailu Dogaga -2-                | 2:10:31  | 06                                    | 22. Februar   |
| 50.   | Rock ’n’ Roll Arizona Marathon  | USA  | Moses Kipkosgei Kigen -2-       | 2:10:36  | 06                                    | 18. November  |
| 51.   | Düsseldorf-Marathon             | GER  | David Kiprono Langat (KEN)      | 2:10:46  | 09                                    | 3. Mai        |
| 52.   | Hannover-Marathon               | GER  | Evans Kipkosgei Ruto -2-        | 2:10:48  | 10                                    | 3. Mai        |
| 53.   | San-Sebastián-Marathon          | ESP  | Rafael Iglesias (ESP)           | 2:10:55  | 02                                    | 29. November  |
| 54.   | Košice-Marathon                 | SVK  | Jacob Kipkorir Chesire (KEN)    | 2:10:59  | 05                                    | 4. Oktober    |
| 55.   | Monaco-Marathon                 | MON  | Ben Kimutai Kimwole (KEN)       | 2:11:01  | 02                                    | 22. März      |
| 56.   | Nagano-Marathon                 | JPN  | Isaac Macharia Wanjohi (KEN)    | 2:11:21  | 10                                    | 19. April     |
| 57.   | Linz-Marathon                   | AUT  | Elias Kiptum Maindi (KEN)       | 2:11:22  | 03                                    | 17. Mai       |
| 58.   | Singapur-Marathon               | SIN  | Luke Kibet Bowen (KEN)          | 2:11:25  | 07                                    | 6. Dezember   |
| 59.   | Krakau-Marathon                 | POL  | Julius Kipkorir Kilimo (KEN)    | 2:11:26  | 02                                    | 26. April     |
| 60.   | Hamburg-Marathon                | GER  | Solomon Tsige (ETH)             | 2:11:47  | 07                                    | 26. April     |
| 61.   | Russische Marathonmeisterschaft | RUS  | Sergei Rybin (RUS)              | 2:11:48  | 02                                    | 2. Mai        |
| 62.   | Mumbai-Marathon                 | IND  | Kenneth Mburu Mungara -2-       | 2:11:51  | 10                                    | 18. Januar    |
| 63.   | Podgorica-Marathon              | MNE  | Dmitri Safronow (RUS)           | 2:11:51  | 03                                    | 1. November   |
| 64.   | Gold-Coast-Marathon             | AUS  | William Chebon Chebor (KEN)     | 2:11:58  | 03                                    | 5. Juli       |

Nicht bestenlistentauglich:
| Marathon                         | Land | Sieger                    | Zeit (h) | Datum        | Bemerkung                |
| -------------------------------- | ---- | ------------------------- | -------- | ------------ | ------------------------ |
| Rock 'n' Roll San Diego Marathon | USA  | Khalid El Boumlili (MAR)  | 2:11:16  | 31. Mai      | 76 Höhenmeter Gefälle    |
| Florenz-Marathon                 | ITA  | Ben Chebet Kipruto (KEN)  | 2:11:21  | 29. November | 52 Höhenmeter Gefälle    |
| Maratona d’Italia                | ITA  | Wassyl Matwijtschuk (UKR) | 2:11:44  | 11. Oktober  | 67,51 Höhenmeter Gefälle |

### Frauen
Alle Läufe mit Siegerzeiten bis 2:32:00 h
| Platz | Marathon                       | Land | Siegerin                           | Zeit (h) | Leistungs- dichte (Läuferinnen bis 2:43 h) | Datum         |
| ----- | ------------------------------ | ---- | ---------------------------------- | -------- | ------------------------------------------ | ------------- |
| 01.   | London-Marathon                | GBR  | Irina Mikitenko (GER)              | 2:22:11  | 19                                         | 26. April     |
| 02.   | Osaka Women’s Marathon         | JPN  | Yōko Shibui (JPN)                  | 2:23:42  | 17                                         | 25. Januar    |
| 03.   | Dubai-Marathon                 | VAE  | Bezunesh Bekele (ETH)              | 2:24:02  | 11                                         | 16. Januar    |
| 04.   | Houston-Marathon               | USA  | Teyba Erkesso (ETH)                | 2:24:18  | 08                                         | 18. Januar    |
| 05.   | Paris-Marathon                 | FRA  | Atsede Baysa (ETH)                 | 2:24:42  | 14                                         | 5. April      |
| 06.   | Berlin-Marathon                | GER  | Atsede Habtamu (ETH)               | 2:24:47  | 10                                         | 20. September |
| 07.   | Hokkaidō-Marathon              | JPN  | Kiyoko Shimahara (JPN)             | 2:25:10  | 13                                         | 30. August    |
| 08.   | Leichtathletik-WM in Berlin    | GER  | Bai Xue (CHN)                      | 2:25:15  | 51                                         | 23. August    |
| 09.   | Ljubljana-Marathon             | SLO  | Caroline Cheptanui Kilel (KEN)     | 2:25:24  | 08                                         | 25. Oktober   |
| 10.   | Seoul International Marathon   | KOR  | Robe Guta (ETH)                    | 2:25:37  | 07                                         | 15. März      |
| 11.   | Tokio-Marathon                 | JPN  | Mizuho Nasukawa (JPN)              | 2:25:38  | 13                                         | 22. März      |
| 12.   | Chicago-Marathon               | USA  | Lilija Schobuchowa (RUS)           | 2:25:56  | 13                                         | 11. Oktober   |
| 13.   | Los-Angeles-Marathon           | USA  | Tatjana Petrowa (RUS)              | 2:25:59  | 08                                         | 25. Mai       |
| 14.   | Sevilla-Marathon               | ESP  | Marisa Barros (POR)                | 2:26:03  | 05                                         | 22. Februar   |
| 15.   | Turin-Marathon                 | ITA  | Agnes Jepkemboi Kiprop (KEN)       | 2:26:22  | 06                                         | 19. April     |
| 16.   | Rotterdam-Marathon             | NED  | Nailja Julamanowa (RUS)            | 2:26:30  | 05                                         | 5. April      |
| 17.   | Frankfurt-Marathon             | GER  | Agnes Kiprop -2-                   | 2:26:57  | 16                                         | 25. Oktober   |
| 18.   | Rom-Marathon                   | ITA  | Firehiwot Dado (ETH)               | 2:27:08  | 11                                         | 22. März      |
| 19.   | Yokohama-Marathon              | JPN  | Inga Abitowa (RUS)                 | 2:27:18  | 14                                         | 15. November  |
| 20.   | Ottawa-Marathon                | CAN  | Asmae Leghzaoui (MAR)              | 2:27:41  | 05                                         | 24. Mai       |
| 21.   | Amsterdam-Marathon             | NED  | Eyerusalem Kuma (ETH)              | 2:27:43  | 06                                         | 18. Oktober   |
| 22.   | Venedig-Marathon               | ITA  | Anne Jepkemboi Kosgei (KEN)        | 2:27:46  | 10                                         | 25. Oktober   |
| 23.   | Shanghai-Marathon              | CHN  | Wei Yanan (CHN)                    | 2:27:49  | 09                                         | 29. November  |
| 24.   | Nagoya-Marathon                | JPN  | Yoshiko Fujinaga (JPN)             | 2:28:13  | 21                                         | 8. März       |
| 25.   | Prag-Marathon                  | CZE  | Olga Glock (RUS)                   | 2:28:27  | 08                                         | 10. Mai       |
| 26.   | Toronto Waterfront Marathon    | CAN  | Amane Gobena (ETH)                 | 2:28:31  | 07                                         | 27. September |
| 27.   | Pjöngjang-Marathon             | PRK  | Phyo Un-suk (PRK)                  | 2:28:34  | 17                                         | 12. April     |
| 27.   | Honolulu-Marathon              | USA  | Swetlana Sacharowa (RUS)           | 2:28:34  | 4                                          | 13. Dezember  |
| 29.   | New-York-City-Marathon         | USA  | Derartu Tulu (ETH)                 | 2:28:52  | 10                                         | 1. November   |
| 30.   | Nairobi-Marathon               | KEN  | Irene Jerotich Kosgei (KEN)        | 2:28:57  | 09                                         | 25. Oktober   |
| 31.   | Hamburg-Marathon               | GER  | Alessandra Aguilar (ESP)           | 2:29:01  | 06                                         | 26. April     |
| 32.   | Düsseldorf-Marathon            | GER  | Susanne Hahn (GER)                 | 2:29:26  | 02                                         | 3. Mai        |
| 33.   | Las-Vegas-Marathon             | USA  | Caroline Rotich (KEN)              | 2:29:47  | 06                                         | 6. Dezember   |
| 34.   | Xiamen-Marathon                | CHN  | Chen Rong (CHN)                    | 2:29:52  | 10                                         | 3. Januar     |
| 35.   | Marrakesch-Marathon            | MAR  | Yeshi Esayias (ETH)                | 2:29:52  | 03                                         | 25. Januar    |
| 36.   | Taipei International Marathon  | TPE  | Yeshi Esayias -2-                  | 2:30:05  | 03                                         | 20. Dezember  |
| 37.   | Nagano-Marathon                | JPN  | Irina Timofejewa (RUS)             | 2:30:07  | 08                                         | 19. April     |
| 38.   | Köln-Marathon                  | GER  | Sabrina Mockenhaupt (GER)          | 2:30:12  | 02                                         | 4. Oktober    |
| 39.   | San-Antonio-Marathon           | USA  | Tatjana Puschkarjowa (RUS)         | 2:30:30  | 05                                         | 15. November  |
| 40.   | Porto-Marathon                 | POR  | Priscah Jeptoo (KEN)               | 2:30:40  | 04                                         | 8. November   |
| 41.   | Vienna City Marathon           | AUT  | Andrea Mayr (AUT)                  | 2:30:43  | 08                                         | 19. April     |
| 42.   | Daegu-Marathon                 | KOR  | Yeshi Esayias -3-                  | 2:30:44  | 09                                         | 12. April     |
| 43.   | Maratón de la Comarca Lagunera | MEX  | Dulce María Rodríguez (MEX)        | 2:30:48  | 06                                         | 11. Oktober   |
| 44.   | Košice-Marathon                | SVK  | Olena Burkowska (UKR)              | 2:30:50  | 04                                         | 4. Oktober    |
| 45.   | Incheon-Brückenmarathon        | KOR  | Elizabeth Cheruiyot Chemweno (KEN) | 2:31:00  | 03                                         | 11. Oktober   |
| 46.   | Eindhoven-Marathon             | NED  | Beata Naigambo (NAM)               | 2:31:01  | 02                                         | 11. Oktober   |
| 47.   | Maratona di Sant’Antonio       | ITA  | Woynishet Girma (ETH)              | 2:31:03  | 05                                         | 26. April     |
| 48.   | Culiacán-Marathon              | MEX  | Margarita Tapia (MEX)              | 2:31:09  | 05                                         | 18. Januar    |
| 49.   | Podgorica-Marathon             | MNE  | Olivera Jevtić (SRB)               | 2:31:18  | 07                                         | 1. November   |
| 50.   | Rock ’n’ Roll Arizona Marathon | USA  | Olena Schurchno (UKR)              | 2:31:22  | 05                                         | 18. Januar    |
| 51.   | Reims-Marathon                 | FRA  | Derebe Godana (ETH)                | 2:31:45  | 03                                         | 18. Oktober   |
| 52.   | Twin Cities Marathon           | USA  | Ilsa Paulson (USA)                 | 2:31:49  | 20                                         | 4. Oktober    |

Nicht bestenlistentauglich:
| Marathon                         | Land | Siegerin             | Nationalität | Zeit (h) | Datum                 | Bemerkung |
| -------------------------------- | ---- | -------------------- | ------------ | -------- | --------------------- | --------- |
| Rock 'n' Roll San Diego Marathon | USA  | Julija Gromowa (RUS) | 2:27:37      | 31. Mai  | 76 Höhenmeter Gefälle |           |